# 朱红苣苔
朱红苣苔（学名：Calcareoboea coccinea）为苦苣苔科朱红苣苔属下的一个种。